# ویلیام گارنت بریتویت
ویلیام گارنت بریتویت (انگلیسی: William Garnett Braithwaite; ۲۱ اکتبر ۱۸۷۰ – ۱۵ اکتبر ۱۹۳۷) فرد نظامی اهل بریتانیا بود. وی همچنین برندهٔ جوایزی همچون نشان حمام شده‌است.